# Rally del Portogallo 2017
Il Rally del Portogallo 2017, ufficialmente denominato 51º Vodafone Rally de Portugal, è stata la sesta prova del campionato del mondo rally 2017 nonché la cinquantunesima edizione del Rally del Portogallo e la trentasettesima con valenza mondiale. La manifestazione si è svolta dal 18 al 21 maggio sugli sterrati che attraversano i territori della Região Norte, nella parte settentrionale del Portogallo.
L'evento è stato vinto dal francese Sébastien Ogier, navigato dal connazionale Julien Ingrassia, su Ford Fiesta WRC della scuderia M-Sport World Rally Team, davanti all'equipaggio belga formato da Thierry Neuville e Nicolas Gilsoul su Hyundai i20 Coupe WRC della squadra ufficiale Hyundai Motorsport e alla coppia spagnola composta da Dani Sordo e Marc Martí, anch'essi a bordo di una Hyundai i20 Coupe WRC ufficiale.
Gli svedesi Pontus Tidemand e Jonas Andersson, su Škoda Fabia R5 della squadra Škoda Motorsport, hanno invece conquistato il successo nel campionato WRC-2, mentre i messicani Francisco Name e Armando Zapata hanno vinto nella serie WRC-3 alla guida di una Citroën DS3 R3 Max. Nel WRC Trophy la vittoria è andata invece a Martin Prokop e Jan Tománek su Ford Fiesta RS WRC del team Onebet Jipocar WRT.

## Dati della prova
| Denominazione ufficiale             | Vodafone Rally de Portugal                               |
| Edizione N°                         | 51                                                       |
| Tappa N°                            | 6 di 13                                                  |
| Data manifestazione                 | da giovedì 18/05/2017 a domenica 21/05/2017              |
| Sede ospitante                      | Matosinhos (distretto di Porto, Região Norte)            |
| Sede del parco assistenza           | Exponor, Matosinhos (distretto di Porto, Região Norte)   |
| Superficie                          | Terra                                                    |
| Direttore di gara                   | Pedro de Almeida                                         |
| Iscritti                            | 65                                                       |
| Partiti                             | 64                                                       |
| Arrivati                            | 41 (64,1%)                                               |
| Prove speciali                      | 19                                                       |
| Prova più breve                     | 1,90 km (PS8 e PS9: Braga Street Stage)                  |
| Prova più lunga                     | 37,55 km (PS12 e PS15: Amarante)                         |
| Prova più lenta                     | velocità media di 62,87 km/h (PS8: Braga Street Stage 1) |
| Prova più veloce                    | velocità media di 104,26 km/h (PS6: Caminha 2)           |
| Lunghezza prove speciali            | 349,17 km (18,6% della distanza totale)                  |
| Lunghezza complessiva trasferimenti | 1179,64 km                                               |
| Distanza totale effettiva           | 1528,81 km                                               |

## Itinerario

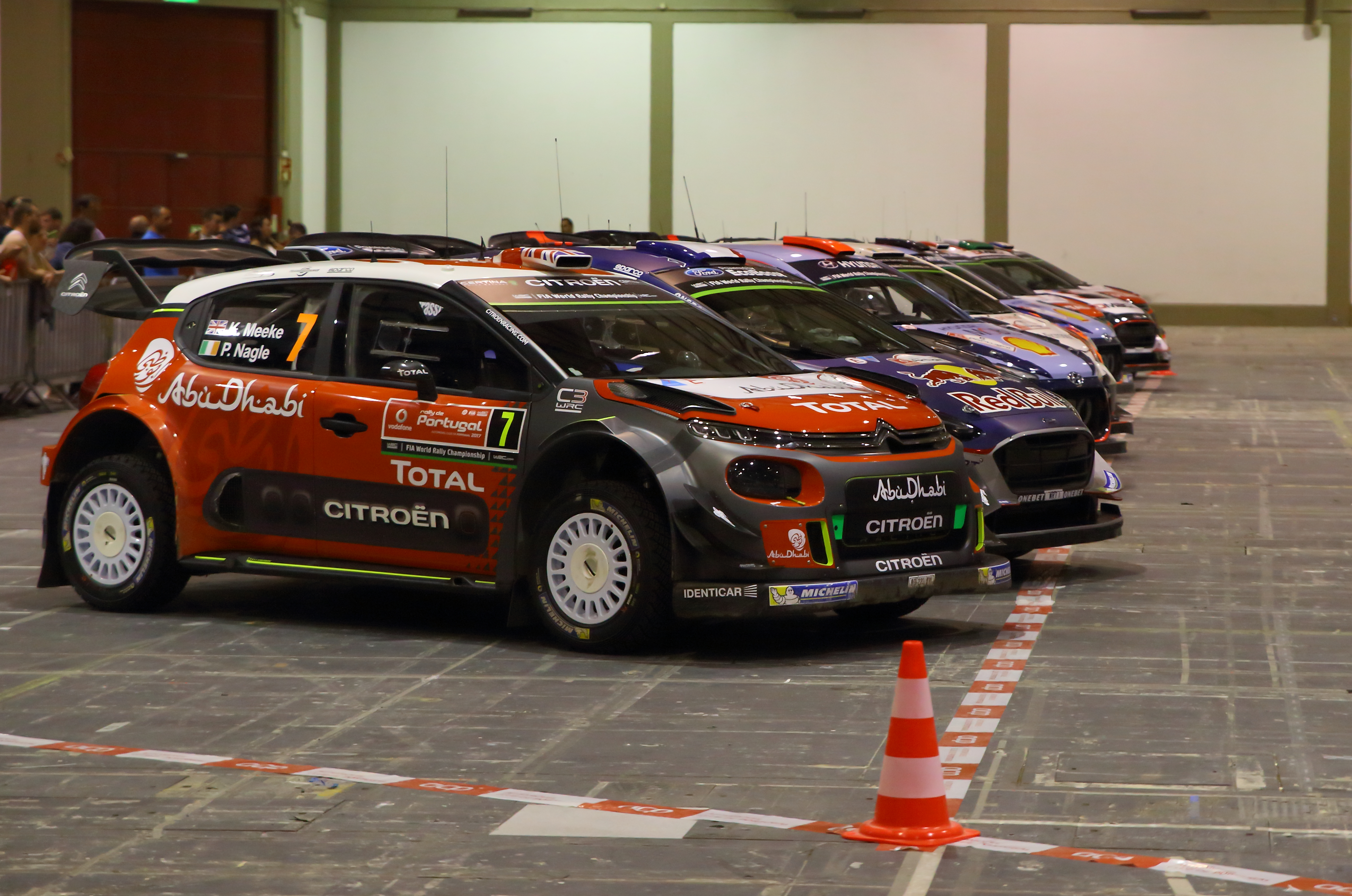
Le vetture al parco chiuso di Matosinhos, sede del rally

La manifestazione, che con questa edizione (la cinquantunesima) celebrò il cinquantenario dalla sua istituzione, si disputò interamente nella Região Norte, articolandosi in 19 prove speciali distribuite in quattro giorni ed ebbe sede a Matosinhos, nel Distretto di Porto, dove venne allestito anche il parco assistenza per tutti i concorrenti e la cerimonia finale di premiazione.
Il rally ebbe inizio il 18 maggio con la tappa Super Speciale (in cui i concorrenti si sfidano testa a testa) di Lousada, nel circuito di 3,36 km dove annualmente si disputa anche la gara internazionale di rallycross.
La seconda frazione, disputatasi il 19 maggio, si articolava invece in due classiche sezioni di tre prove ciascuno, da disputarsi uno al mattino e uno al pomeriggio lungo gli sterrati del distretto di Viana do Castelo, nell'estremo nord del paese vicino al confine con la Spagna, toccando le località di Viana do Castelo, Caminha e Ponte de Lima per poi terminare la giornata con le due prove speciali su asfalto svoltesi nel centro della città di Braga.
Il 20 maggio si svolse la terza frazione, la più lunga del rally con 155 km cronometrati, e si gareggiò sia nel distretto di Braga che in quello di Porto con sei prove, tre disputate al mattino e ripetute poi al pomeriggio, le quali toccarono i territori di Vieira do Minho, Cabeceiras de Basto e Amarante, quest'ultima sede dell'omonima prova speciale, in questa edizione la più lunga del rally con i suoi 37,55 km.
Nella giornata finale del 21 maggio si disputarono quattro prove lungo le strade attorno a Fafe, nel distretto di Braga, di cui una, l'iconica Fafe sede del famoso salto situato nei pressi del traguardo, venne ripetuta due volte e fu valida come power stage nel secondo passaggio.
| Frazione            | Prova  | Ora    | Nome                                              | Partenza                                          | Arrivo                                            | Lunghezza | Totale    |
| ------------------- | ------ | ------ | ------------------------------------------------- | ------------------------------------------------- | ------------------------------------------------- | --------- | --------- |
| Frazione 1 (18 mag) | PS1    | 19:03  | SSS Lousada                                       | Lousada                                           | Lousada                                           | 3,36 km   | 3,36 km   |
|                     |        |        |                                                   |                                                   |                                                   |           |           |
| Frazione 2 (19 mag) |        | 08:40  | Assistenza – Exponor, Matosinhos (19 min)         | Assistenza – Exponor, Matosinhos (19 min)         | Assistenza – Exponor, Matosinhos (19 min)         | –         | 148,32 km |
| Frazione 2 (19 mag) | PS2    | 10:09  | Viana do Castelo 1                                | Viana do Castelo                                  | Viana do Castelo                                  | 26,70 km  | 148,32 km |
| Frazione 2 (19 mag) | PS3    | 11:06  | Caminha 1                                         | Caminha                                           | Caminha                                           | 18,10 km  | 148,32 km |
| Frazione 2 (19 mag) | PS4    | 11:46  | Ponte de Lima 1                                   | Viana do Castelo                                  | Ponte de Lima                                     | 27,46 km  | 148,32 km |
| Frazione 2 (19 mag) |        | 14:25  | Assistenza – Exponor, Matosinhos (34 min)         | Assistenza – Exponor, Matosinhos (34 min)         | Assistenza – Exponor, Matosinhos (34 min)         | –         | 148,32 km |
| Frazione 2 (19 mag) | PS5    | 16:09  | Viana do Castelo 2                                | Viana do Castelo                                  | Viana do Castelo                                  | 26,70 km  | 148,32 km |
| Frazione 2 (19 mag) | PS6    | 17:10  | Caminha 2                                         | Caminha                                           | Caminha                                           | 18,10 km  | 148,32 km |
| Frazione 2 (19 mag) | PS7    | 17:42  | Ponte de Lima 2                                   | Viana do Castelo                                  | Ponte de Lima                                     | 27,46 km  | 148,32 km |
| Frazione 2 (19 mag) | PS8    | 19:03  | Braga Street Stage 1                              | Braga                                             | Braga                                             | 1,90 km   | 148,32 km |
| Frazione 2 (19 mag) | PS9    | 19:28  | Braga Street Stage 2                              | Braga                                             | Braga                                             | 1,90 km   | 148,32 km |
| Frazione 2 (19 mag) |        | 20:40  | Assistenza (flexi) – Exponor, Matosinhos (49 min) | Assistenza (flexi) – Exponor, Matosinhos (49 min) | Assistenza (flexi) – Exponor, Matosinhos (49 min) | –         | 148,32 km |
|                     |        |        |                                                   |                                                   |                                                   |           |           |
| Frazione 3 (20 mag) |        | 07:15  | Assistenza – Exponor, Matosinhos (19 min)         | Assistenza – Exponor, Matosinhos (19 min)         | Assistenza – Exponor, Matosinhos (19 min)         | –         | 154,56 km |
| Frazione 3 (20 mag) | PS10   | 09:08  | Vieira do Minho 1                                 | Vieira do Minho                                   | Vieira do Minho                                   | 17,43 km  | 154,56 km |
| Frazione 3 (20 mag) | PS11   | 09:46  | Cabeceiras de Basto 1                             | Cabeceiras de Basto                               | Cabeceiras de Basto                               | 22,30 km  | 154,56 km |
| Frazione 3 (20 mag) | PS12   | 11:04  | Amarante 1                                        | Mondim de Basto                                   | Amarante                                          | 37,55 km  | 154,56 km |
| Frazione 3 (20 mag) |        | 13:00  | Assistenza – Exponor, Matosinhos (34 min)         | Assistenza – Exponor, Matosinhos (34 min)         | Assistenza – Exponor, Matosinhos (34 min)         | –         | 154,56 km |
| Frazione 3 (20 mag) | PS13   | 15:08  | Vieira do Minho 2                                 | Vieira do Minho                                   | Vieira do Minho                                   | 17,43 km  | 154,56 km |
| Frazione 3 (20 mag) | PS14   | 15:46  | Cabeceiras de Basto 2                             | Cabeceiras de Basto                               | Cabeceiras de Basto                               | 22,30 km  | 154,56 km |
| Frazione 3 (20 mag) | PS15   | 17:04  | Amarante 2                                        | Mondim de Basto                                   | Amarante                                          | 37,55 km  | 154,56 km |
| Frazione 3 (20 mag) |        | 18:55  | Assistenza – Exponor, Matosinhos (49 min)         | Assistenza – Exponor, Matosinhos (49 min)         | Assistenza – Exponor, Matosinhos (49 min)         | –         | 154,56 km |
|                     |        |        |                                                   |                                                   |                                                   |           |           |
| Frazione 4 (21 mag) |        | 07:35  | Assistenza – Exponor, Matosinhos (19 min)         | Assistenza – Exponor, Matosinhos (19 min)         | Assistenza – Exponor, Matosinhos (19 min)         | –         | 42,93 km  |
| Frazione 4 (21 mag) | PS16   | 09:08  | Fafe 1                                            | Fafe                                              | Fafe                                              | 11,18 km  | 42,93 km  |
| Frazione 4 (21 mag) | PS17   | 09:30  | Luílhas                                           | Fafe                                              | Fafe                                              | 11,91 km  | 42,93 km  |
| Frazione 4 (21 mag) | PS18   | 10:20  | Montim                                            | Fafe                                              | Fafe                                              | 8,66 km   | 42,93 km  |
| Frazione 4 (21 mag) | PS19   | 12:18  | Fafe 2 (power stage)                              | Fafe                                              | Fafe                                              | 11,18 km  | 42,93 km  |
| Frazione 4 (21 mag) |        | 13:50  | Assistenza – Exponor, Matosinhos (14 min)         | Assistenza – Exponor, Matosinhos (14 min)         | Assistenza – Exponor, Matosinhos (14 min)         | –         | 42,93 km  |
| Totale              | Totale | Totale | Totale                                            | Totale                                            | Totale                                            | Totale    | 349,17 km |

## Resoconto

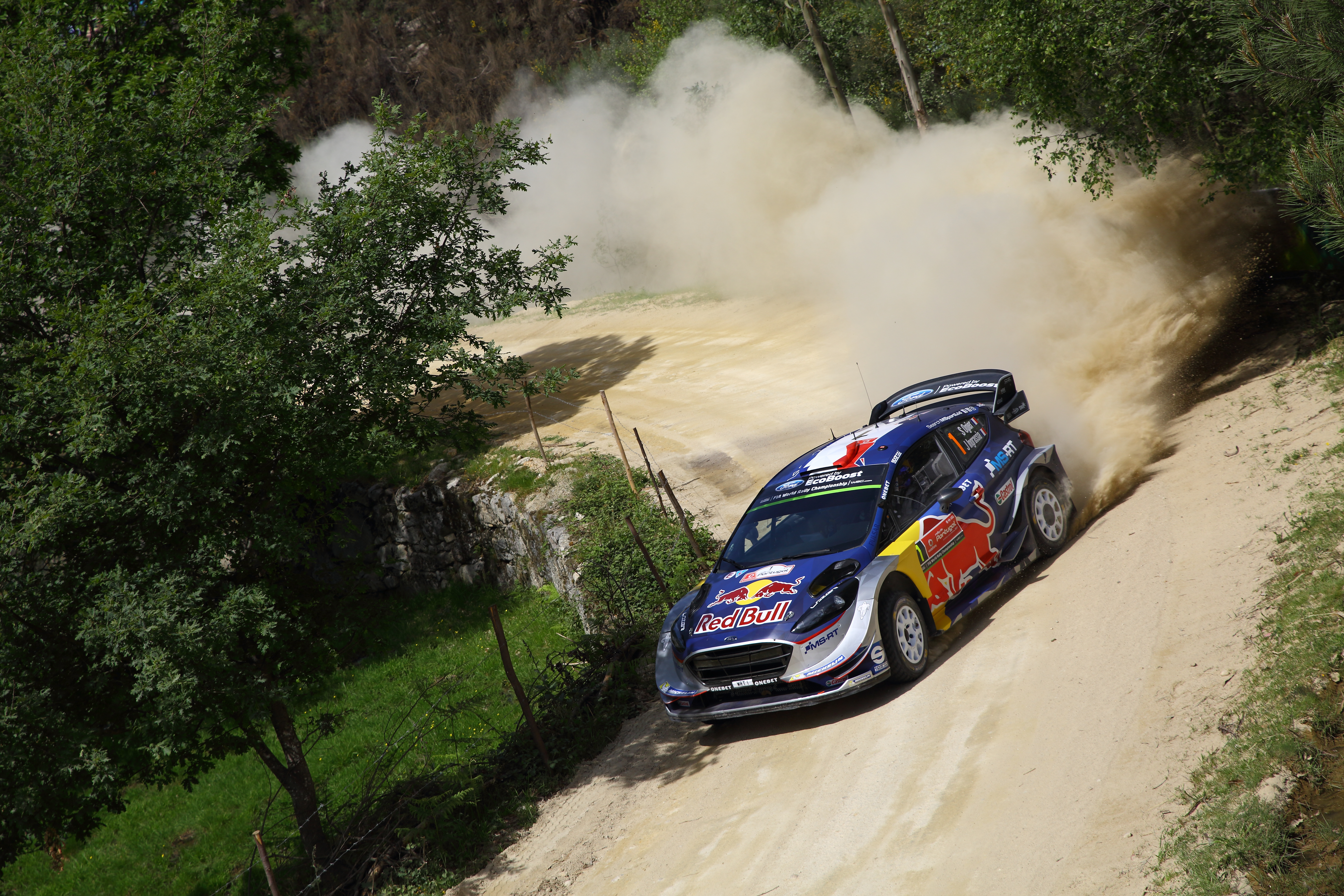
I vincitori Sébastien Ogier e Julien Ingrassia

La sesta tappa del mondiale 2017 fu molto combattuta per i primi due giorni, con sette piloti che si avvicendarono in testa alla corsa.
I vincitori Sébastien Ogier e Julien Ingrassia, alla seconda vittoria stagionale dopo il successo ottenuto al Rally di Monte Carlo, centrarono il quarantesimo successo in carriera e il quinto nella manifestazione portoghese, eguagliando così il record precedentemente detenuto da Markku Alén e dal suo co-pilota Ilkka Kivimäki. 

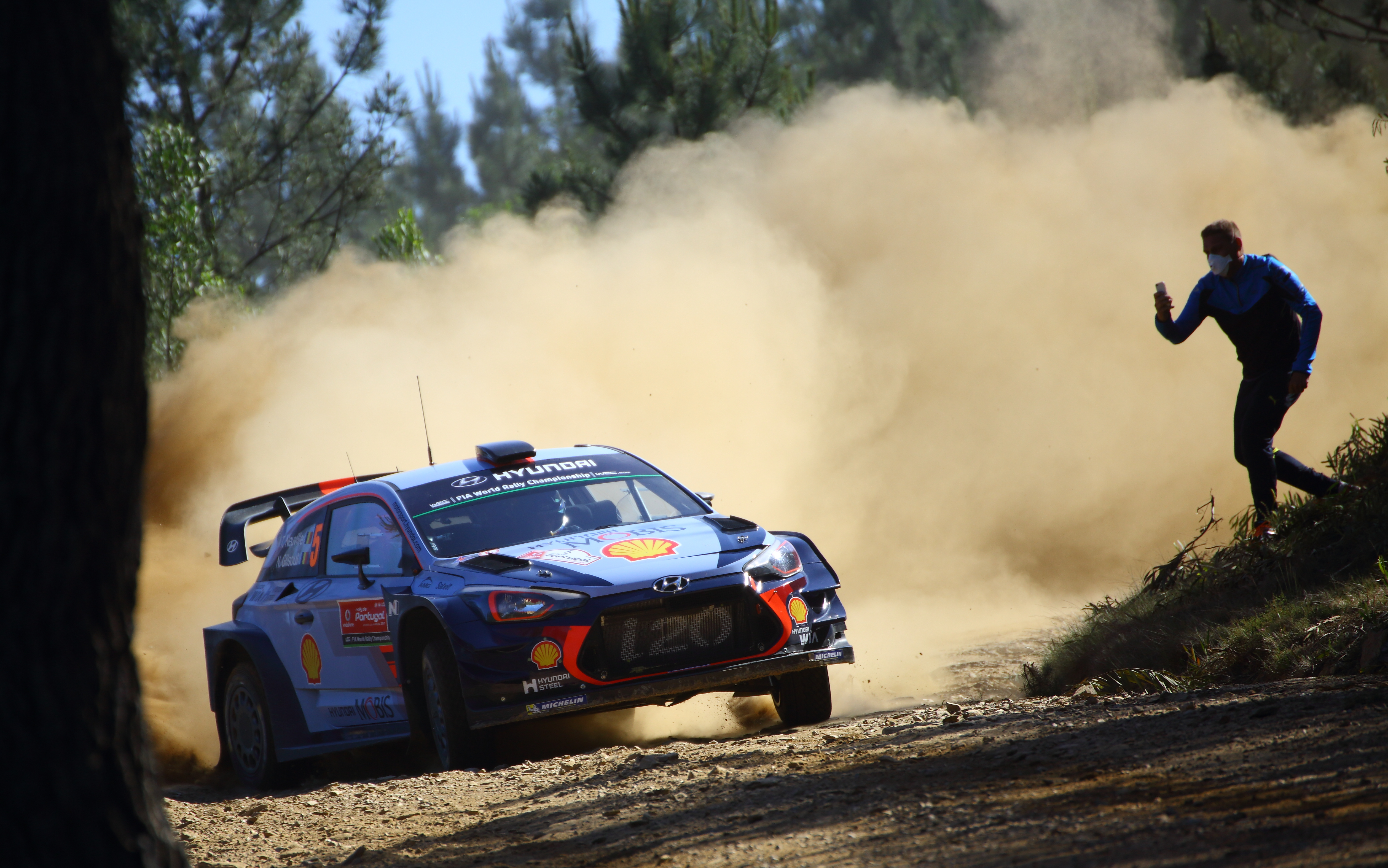
Thierry Neuville e Nicolas Gilsoul, secondi classificati

I campioni del mondo in carica presero la testa della corsa sabato mattina e conclusero il rally con 15.6 secondi di vantaggio sull'equipaggio della Hyundai Motorsport formato da Thierry Neuville e Nicolas Gilsoul, reduce da due vittorie consecutive ottenute in Corsica e in Argentina, che si mantenne in lotta sino alla domenica mattina, quando si rese conto che sarebbe stato difficile e rischioso tentare di raggiungere i francesi in vetta. Terza, a poco più di un minuto di distanza, è giunta l'altra coppia della Hyundai, gli spagnoli Dani Sordo e Marc Martí, al primo podio stagionale nonostante non completamente a proprio agio con l'assetto della loro i20 Coupe WRC. Quarti, a poco meno di 30 secondi dal podio, gli estoni Ott Tänak e Martin Järveoja, protagonisti nelle giornate precedenti sino al sabato pomeriggio quando, in testa al rally, urtarono la banchina a bordo strada subendo un danno ai freni e alla sospensione, che posero fine alle possibilità di vittoria dell'equipaggio M-Sport. Quinti i portacolori della squadra Citroën, l'irlandese Craig Breen e il suo co-pilota Scott Martin, ancora una volta il primo equipaggio della casa francese al traguardo e per la quarta volta su sei giunti al quinto posto finale, ottenuto nonostante un testacoda al sabato causato da una cattiva scelta delle gomme.

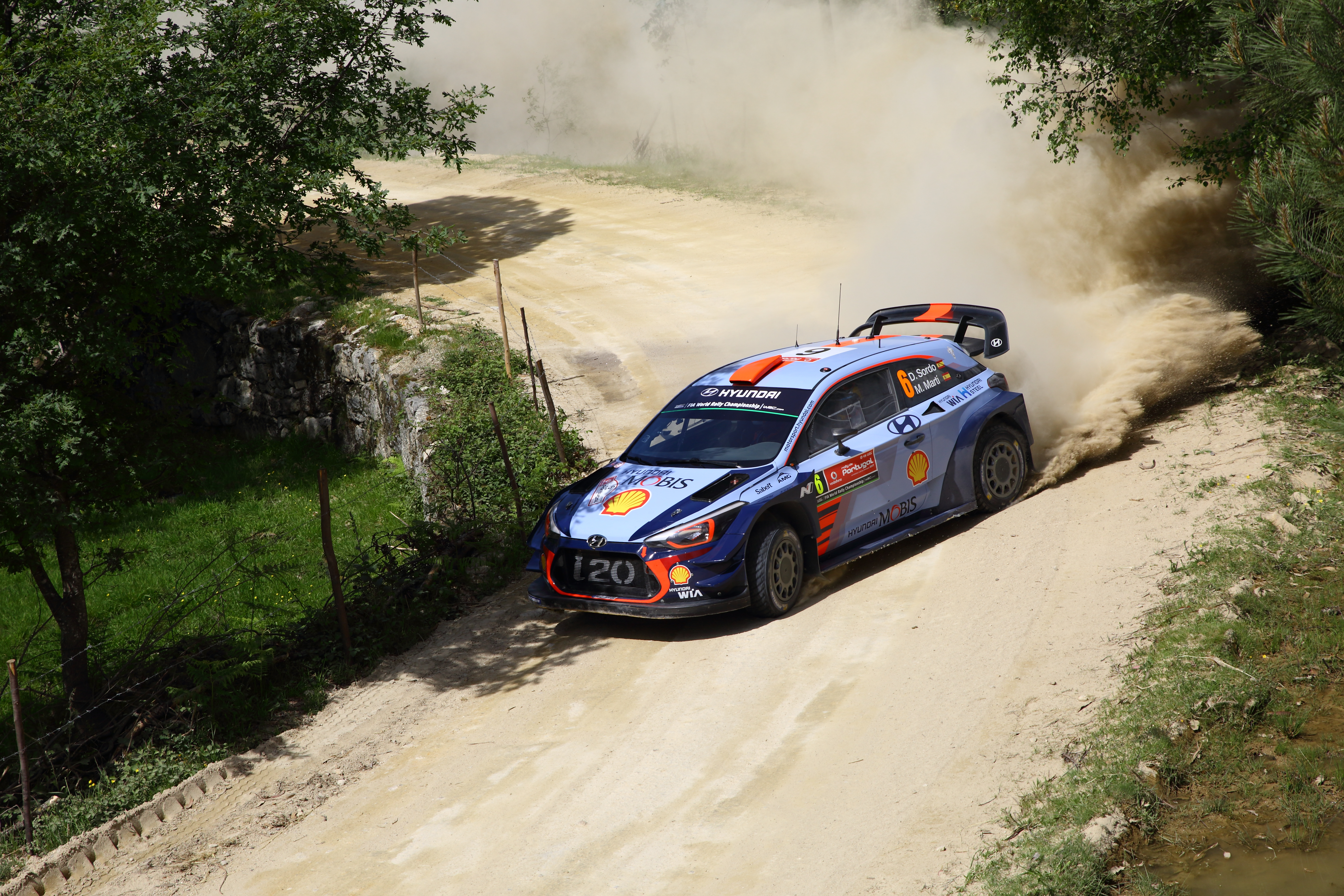
Dani Sordo e Marc Martí, terzi classificati

Tra i piloti di punta si registrò il ritiro di Hayden Paddon e Sebastian Marshall (che sostituì John Kennard, fermo per infortunio), fermato all'ultimo controllo tecnico pur avendo terminato il rally ma reduce da un week-end funestato da noie elettriche accusate dalla sua i20 Coupe WRC. I due piloti Citroën Kris Meeke e Stéphane Lefebvre ebbero dei problemi già al venerdì in quanto il britannico dovette abbandonare per la rottura della sospensione (salvo ripartire sabato mattina con il rally 2) e il francese perse diversi minuti a causa di un ribaltamento. Da rimarcare invece la buona prestazione di Esapekka Lappi, all'esordio assoluto su una vettura WRC, capace di terminare decimo assoluto (marcando quindi un punto) con la terza Toyota Yaris WRC in gara.
Si confermarono in vetta alla classifica Ogier e Ingrassia, allungando sugli inseguitori grazie a questo successo, mentre al secondo posto ci fu il sorpasso di Neuville e Gilsoul nei confronti di Latvala e Anttila, che marcarono soltanto i 2 punti totalizzati per il nono posto raggiunto nel rally. Tra i costruttori M-Sport e Hyundai mantennero stabilmente i primi due posti senza sostanziali variazioni nel loro divario, distanziando ulteriormente Toyota e Citroën, entrambi reduci da un week-end avaro di punti.

## Risultati

### Classifica
| Pos.       | Nº       | Pilota              | Co-pilota            | Auto                  | Squadra                      | Classe      | Tempo     | Distacco | Punti    |
| Generale   | Generale | Generale            | Generale             | Generale              | Generale                     | Generale    | Generale  | Generale | Generale |
| ---------- | -------- | ------------------- | -------------------- | --------------------- | ---------------------------- | ----------- | --------- | -------- | -------- |
| 1.         | 1        | Sébastien Ogier     | Julien Ingrassia     | Ford Fiesta WRC       | M-Sport World Rally Team     | WRC         | 3h42'55"7 | –        | 26       |
| 2.         | 5        | Thierry Neuville    | Nicolas Gilsoul      | Hyundai i20 Coupe WRC | Hyundai Motorsport           | WRC         | 3h43'11"3 | +15"6    | 22       |
| 3.         | 6        | Dani Sordo          | Marc Martí           | Hyundai i20 Coupe WRC | Hyundai Motorsport           | WRC         | 3h43'57"4 | +1'01"7  | 15       |
| 4.         | 2        | Ott Tänak           | Martin Järveoja      | Ford Fiesta WRC       | M-Sport World Rally Team     | WRC         | 3h44'25"9 | +1'30"2  | 17       |
| 5.         | 8        | Craig Breen         | Scott Martin         | Citroën C3 WRC        | Citroën Total Abu Dhabi WRT  | WRC         | 3h44'53"1 | +1'57"4  | 10       |
| 6.         | 3        | Elfyn Evans         | Daniel Barritt       | Ford Fiesta WRC       | M-Sport World Rally Team     | WRC         | 3h46'06"3 | +3'10"6  | 11       |
| 7.         | 11       | Juho Hänninen       | Kaj Lindström        | Toyota Yaris WRC      | Toyota Gazoo Racing WRT      | WRC         | 3h46'44"6 | +3'48"9  | 6        |
| 8.         | 14       | Mads Østberg        | Ola Fløene           | Ford Fiesta WRC       | M-Sport World Rally Team     | WRC         | 3h48'25"4 | +5'29"7  | 4        |
| 9.         | 10       | Jari-Matti Latvala  | Miikka Anttila       | Toyota Yaris WRC      | Toyota Gazoo Racing WRT      | WRC         | 3h48'39"3 | +5'43"6  | 2        |
| 10.        | 12       | Esapekka Lappi      | Janne Ferm           | Toyota Yaris WRC      | Toyota Gazoo Racing WRT      | WRC         | 3h51'09"0 | +8'13"3  | 3        |
| WRC-Trophy |          |                     |                      |                       |                              |             |           |          |          |
| 1. (14.)   | 21       | Martin Prokop       | Jan Tománek          | Ford Fiesta RS WRC    | Onebet Jipocar WRT           | WRC-T       | 3h58'12"0 | –        | 25       |
| 2. (27.)   | 23       | Jean-Michel Raoux   | Thomas Escartefigue  | Citroën DS3 WRC       | -                            | WRC-T       | 4h22'04"8 | +23'52"8 | 18       |
| WRC-2      |          |                     |                      |                       |                              |             |           |          |          |
| 1. (11.)   | 32       | Pontus Tidemand     | Jonas Andersson      | Škoda Fabia R5        | Škoda Motorsport             | RC2 / WRC-2 | 3h54'17"6 | –        | 25       |
| 2. (12.)   | 34       | Teemu Suninen       | Mikko Markkula       | Ford Fiesta R5        | M-Sport World Rally Team     | RC2 / WRC-2 | 3h54'28"8 | +11"2    | 18       |
| 3. (15.)   | 39       | Simone Tempestini   | Giovanni Bernacchini | Citroën DS3 R5        | Gekon Racing                 | RC2 / WRC-2 | 4h01'18"2 | +7'00"6  | 15       |
| 4. (16.)   | 47       | Miguel Campos       | António Costa        | Škoda Fabia R5        | -                            | RC2 / WRC-2 | 4h03'36"9 | +9'19"3  | 12       |
| 5. (19.)   | 46       | Łukasz Pieniążek    | Przemysław Mazur     | Peugeot 208 T16       | Trt Peugeot World Rally Team | RC2 / WRC-2 | 4h05'17"1 | +10'59"5 | 10       |
| 6. (20.)   | 42       | Gus Greensmith      | Craig Parry          | Ford Fiesta R5        | -                            | RC2 / WRC-2 | 4h05'54"9 | +11'37"3 | 8        |
| 7. (21.)   | 33       | Eric Camilli        | Benjamin Veillas     | Ford Fiesta R5        | M-Sport World Rally Team     | RC2 / WRC-2 | 4h05'59"3 | +11'41"7 | 6        |
| 8. (24.)   | 34       | Pedro Heller        | Pablo Olmos          | Ford Fiesta R5        | -                            | RC2 / WRC-2 | 4h12'05"9 | +17'48"3 | 4        |
| 9. (25.)   | 51       | Hubert Ptaszek      | Maciej Szczepaniak   | Škoda Fabia R5        | Orlen Team                   | RC2 / WRC-2 | 4h14'38"9 | +20'21"3 | 2        |
| 10. (26.)  | 43       | Pierre-Louis Loubet | Vincent Landais      | Ford Fiesta R5        | -                            | RC2 / WRC-2 | 4h20'24"6 | +26'07"0 | 1        |
| WRC-3      |          |                     |                      |                       |                              |             |           |          |          |
| 1. (29.)   | 66       | Francisco Name      | Armando Zapata       | Citroën DS3 R3 Max    | Name Rua Racing              | RC3 / WRC-3 | 4h37'20"7 | –        | 25       |
| 2. (30.)   | 62       | Nil Solans          | Miquel Ibáñez Sotos  | Ford Fiesta R2T       | -                            | RC4 / WRC-3 | 4h38'05"5 | +44"8    | 18       |
| 3. (34.)   | 65       | Enrico Brazzoli     | Maurizio Barone      | Peugeot 208 R2        | -                            | RC4 / WRC-3 | 4h43'13"2 | +5'52"5  | 15       |

| Principali ritiri | Principali ritiri | Principali ritiri | Principali ritiri | Principali ritiri     | Principali ritiri  | Principali ritiri | Principali ritiri                     | Principali ritiri |
| PS                | Nº                | Pilota            | Co-pilota         | Auto                  | Squadra            | Classe            | Causa                                 | Pos.              |
| ----------------- | ----------------- | ----------------- | ----------------- | --------------------- | ------------------ | ----------------- | ------------------------------------- | ----------------- |
| PS 19             | 4                 | Hayden Paddon     | John Kennard      | Hyundai i20 Coupe WRC | Hyundai Motorsport | WRC               | Non superò l'ultimo controllo tecnico | 30º               |

Legenda
| Icona | Classe                                                                               |
| ----- | ------------------------------------------------------------------------------------ |
| WRC   | Equipaggio di classe WRC che può conquistare punti per il campionato costruttori     |
| WRC   | Equipaggio di classe WRC che non può conquistare punti per il campionato costruttori |
| WRC-T | Equipaggio di classe WRC (ante 2017) registrato al campionato WRC Trophy             |
| WRC-2 | Equipaggio registrato al campionato WRC-2                                            |
| WRC-3 | Equipaggio registrato al campionato WRC-3                                            |
| JWRC  | Equipaggio registrato al campionato Junior WRC                                       |
|       | Ulteriori classificazioni                                                            |

### Prove speciali

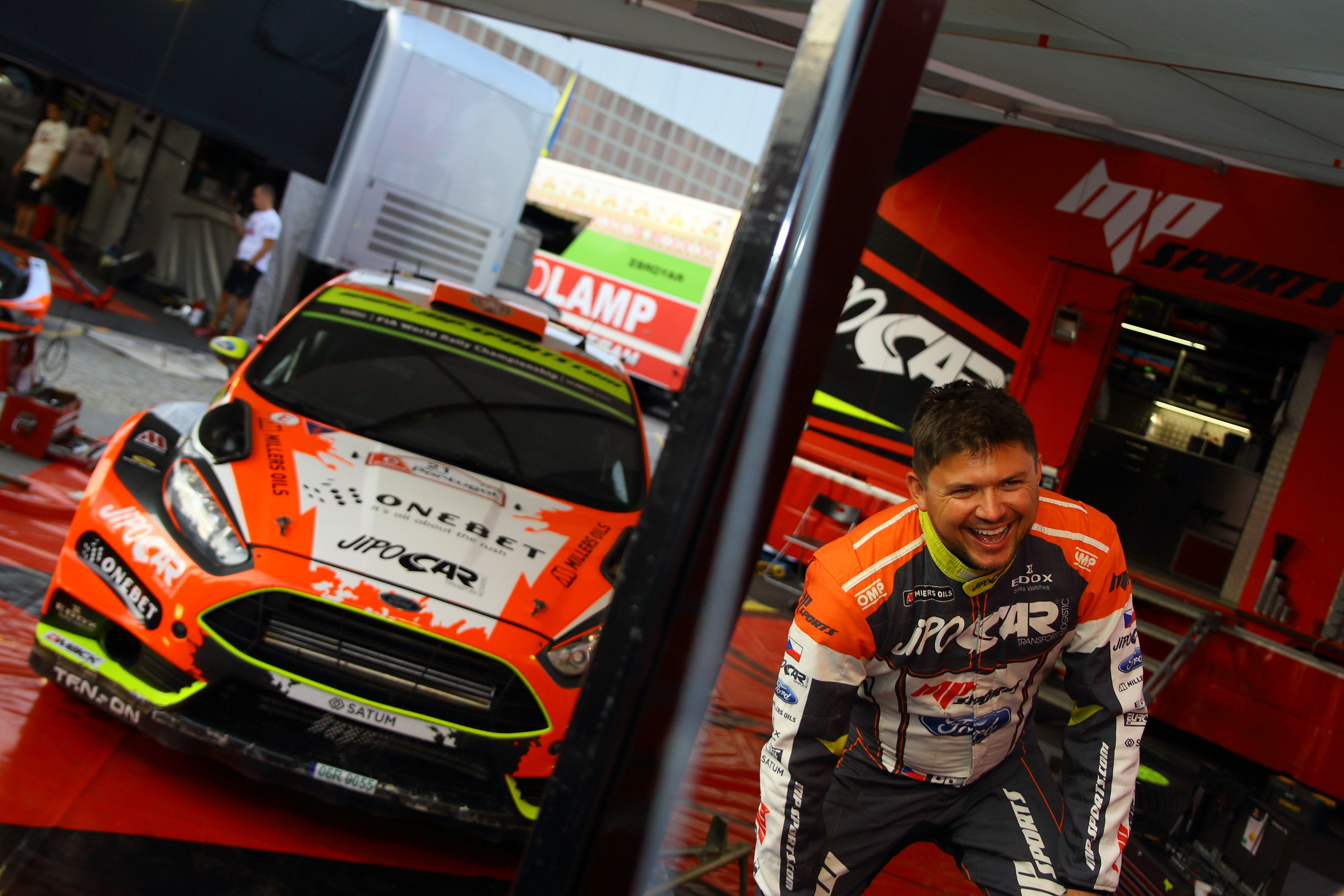
Martin Prokop, vincitore della categoria WRC Trophy

| Frazione            | Prova | Ora   | Nome                  | Lunghezza | Vincitori                                                                    | Tempo   | Leader del rally                                           |
| ------------------- | ----- | ----- | --------------------- | --------- | ---------------------------------------------------------------------------- | ------- | ---------------------------------------------------------- |
| Frazione 1 (18 mag) | PS1   | 19:03 | SSS Lousada           | 3,36 km   | Thierry Neuville Nicolas Gilsoul e Mads Østberg Ola Fløene                   | 2'36"6  | Thierry Neuville Nicolas Gilsoul e Mads Østberg Ola Fløene |
|                     |       |       |                       |           |                                                                              |         |                                                            |
| Frazione 2 (19 mag) | PS2   | 10:09 | Viana do Castelo 1    | 26,70 km  | Hayden Paddon Sebastian Marshall                                             | 15'44"3 | Hayden Paddon Sebastian Marshall                           |
| Frazione 2 (19 mag) | PS3   | 11:06 | Caminha 1             | 18,10 km  | Jari-Matti Latvala Miikka Anttila                                            | 10'25"2 | Jari-Matti Latvala Miikka Anttila                          |
| Frazione 2 (19 mag) | PS4   | 11:46 | Ponte de Lima 1       | 27,46 km  | Kris Meeke Paul Nagle e Ott Tänak Martin Järveoja e Craig Breen Scott Martin | 19'14"0 | Jari-Matti Latvala Miikka Anttila                          |
| Frazione 2 (19 mag) | PS5   | 16:09 | Viana do Castelo 2    | 26,70 km  | Hayden Paddon Sebastian Marshall                                             | 15'35"6 | Kris Meeke Paul Nagle                                      |
| Frazione 2 (19 mag) | PS6   | 17:06 | Caminha 2             | 18,10 km  | Thierry Neuville Nicolas Gilsoul                                             | 10'25"0 | Ott Tänak Martin Järveoja                                  |
| Frazione 2 (19 mag) | PS7   | 17:46 | Ponte de Lima 2       | 27,46 km  | Dani Sordo Marc Martí                                                        | 19'20"2 | Ott Tänak Martin Järveoja                                  |
| Frazione 2 (19 mag) | PS8   | 19:03 | Braga Street Stage 1  | 1,90 km   | Sébastien Ogier Julien Ingrassia                                             | 1'48"8  | Ott Tänak Martin Järveoja                                  |
| Frazione 2 (19 mag) | PS9   | 19:28 | Braga Street Stage 2  | 1,90 km   | Mads Østberg Ola Fløene                                                      | 1'46"5  | Ott Tänak Martin Järveoja                                  |
|                     |       |       |                       |           |                                                                              |         | Ott Tänak Martin Järveoja                                  |
| Frazione 3 (20 Mag) | PS10  | 09:08 | Vieira do Minho 1     | 17,43 km  | Sébastien Ogier Julien Ingrassia                                             | 10'46"4 | Ott Tänak Martin Järveoja                                  |
| Frazione 3 (20 Mag) | PS11  | 09:46 | Cabeceiras de Basto 1 | 22,30 km  | Ott Tänak Martin Järveoja                                                    | 13'32"6 | Ott Tänak Martin Järveoja                                  |
| Frazione 3 (20 Mag) | PS12  | 11:04 | Amarante 1            | 37,55 km  | Sébastien Ogier Julien Ingrassia                                             | 24'41"5 | Sébastien Ogier Julien Ingrassia                           |
| Frazione 3 (20 Mag) | PS13  | 15:08 | Vieira do Minho 2     | 17,43 km  | Thierry Neuville Nicolas Gilsoul                                             | 10'43"4 | Sébastien Ogier Julien Ingrassia                           |
| Frazione 3 (20 Mag) | PS14  | 15:46 | Cabeceiras de Basto 2 | 22,30 km  | Sébastien Ogier Julien Ingrassia                                             | 13'31"0 | Sébastien Ogier Julien Ingrassia                           |
| Frazione 3 (20 Mag) | PS15  | 17:04 | Amarante 2            | 37,55 km  | Thierry Neuville Nicolas Gilsoul                                             | 24'33"8 | Sébastien Ogier Julien Ingrassia                           |
|                     |       |       |                       |           |                                                                              |         | Sébastien Ogier Julien Ingrassia                           |
| Frazione 4 (21 Mag) | PS16  | 09:08 | Fafe 1                | 11,18 km  | Hayden Paddon Sebastian Marshall                                             | 6'39"7  | Sébastien Ogier Julien Ingrassia                           |
| Frazione 4 (21 Mag) | PS17  | 09:30 | Luílhas               | 11,91 km  | Sébastien Ogier Julien Ingrassia                                             | 8'09"7  | Sébastien Ogier Julien Ingrassia                           |
| Frazione 4 (21 Mag) | PS18  | 10:20 | Montim                | 8,66 km   | Hayden Paddon Sebastian Marshall                                             | 5'51"7  | Sébastien Ogier Julien Ingrassia                           |
| Frazione 4 (21 Mag) | PS19  | 12:18 | Fafe 2 (power stage)  | 11,18 km  | Ott Tänak Martin Järveoja                                                    | 6'38"3  | Sébastien Ogier Julien Ingrassia                           |

### Power stage
PS19: Fafe 2 di 11,18 km, disputatasi domenica 21 maggio 2017 alle ore 12:18 (UTC+0).
| Pos. | No. | Pilota           | Co-pilota        | Auto                  | Classe | Tempo   | Distacco | Punti |
| ---- | --- | ---------------- | ---------------- | --------------------- | ------ | ------- | -------- | ----- |
| 1    | 2   | Ott Tänak        | Martin Järveoja  | Ford Fiesta WRC       | WRC    | 6'38"3  | –        | 5     |
| 2    | 5   | Thierry Neuville | Nicolas Gilsoul  | Hyundai i20 Coupe WRC | WRC    | 6'38"7  | +0"4     | 4     |
| 3    | 3   | Elfyn Evans      | Daniel Barritt   | Ford Fiesta WRC       | WRC    | 6'39"8  | +1"5     | 3     |
| 4    | 12  | Esapekka Lappi   | Janne Ferm       | Toyota Yaris WRC      | WRC    | 6'40"0  | +1"7     | 2     |
| 5    | 1   | Sébastien Ogier  | Julien Ingrassia | Ford Fiesta WRC       | WRC    | 6'40."6 | +2"3     | 1     |

## Classifiche mondiali
Classifica piloti
| Pos. | Pos. | Pilota             | Punti |
| ---- | ---- | ------------------ | ----- |
| 1    |      | Sébastien Ogier    | 128   |
| 2    | 1    | Thierry Neuville   | 106   |
| 3    | 1    | Jari-Matti Latvala | 88    |
| 4    |      | Ott Tänak          | 83    |
| 5    |      | Dani Sordo         | 66    |
| 6    |      | Elfyn Evans        | 53    |
| 7    |      | Craig Breen        | 43    |
| 8    |      | Hayden Paddon      | 33    |
| 9    |      | Kris Meeke         | 27    |
| 10   |      | Juho Hänninen      | 21    |
| 11   |      | Andreas Mikkelsen  | 12    |
| 12   |      | Stéphane Lefebvre  | 10    |
| 13   | 3    | Mads Østberg       | 6     |
| 14   | 1    | Teemu Suninen      | 5     |
| 15   | 1    | Jan Kopecký        | 4     |
| 16   | 1    | Pontus Tidemand    | 4     |
| 17   | N    | Esapekka Lappi     | 3     |
| 18   | 1    | Stéphane Sarrazin  | 2     |
| 19   | 1    | Yohan Rossel       | 1     |
| 20   | 2    | Bryan Bouffier     | 1     |

Classifica co-piloti
| Pos. | Pos. | Co-pilota              | Punti |
| ---- | ---- | ---------------------- | ----- |
| 1    |      | Julien Ingrassia       | 128   |
| 2    | 1    | Nicolas Gilsoul        | 106   |
| 3    | 1    | Miikka Anttila         | 88    |
| 4    |      | Martin Järveoja        | 83    |
| 5    |      | Marc Martí             | 66    |
| 6    |      | Daniel Barritt         | 53    |
| 7    |      | Scott Martin           | 43    |
| 8    |      | John Kennard           | 33    |
| 9    |      | Paul Nagle             | 27    |
| 10   |      | Kaj Lindström          | 21    |
| 11   |      | Anders Jæger           | 12    |
| 12   |      | Gabin Moreau           | 10    |
| 13   | 3    | Ola Fløene             | 6     |
| 14   | 1    | Mikko Markkula         | 5     |
| 15   | 1    | Pavel Dresler          | 4     |
| 16   | 1    | Jonas Andersson        | 4     |
| 17   | N    | Janne Ferm             | 3     |
| 18   | 1    | Jacques Julien Renucci | 2     |
| 19   | 1    | Benoît Fulcrand        | 1     |
| 19   | 2    | Denis Giraudet         | 1     |

Classifica costruttori WRC
| Pos. | Pos. | Squadra                     | Punti |
| ---- | ---- | --------------------------- | ----- |
| 1    |      | M-Sport World Rally Team    | 199   |
| 2    |      | Hyundai Motorsport          | 163   |
| 3    |      | Toyota Gazoo Racing WRC     | 113   |
| 4    |      | Citroën Total Abu Dhabi WRT | 85    |